# Cis fulgens
Cis fulgens is een keversoort uit de familie houtzwamkevers (Ciidae). De wetenschappelijke naam van de soort werd in 1895 gepubliceerd door Thomas Broun.